# Спунер, Натали
Натали Спунер (англ. Natalie Spooner; род. 17 октября 1990, Скарборо, Онтарио) — канадская хоккейная нападающая клуба «Торонто Скептерс» и сборной Канады. Двукратная олимпийская чемпионка (2014, 2014), трёхкратная чемпионка мира. С 2012 по 2019 года играла за клуб «Торонто Фьюрис».
В системе национальных сборных Канады с 2007 года, прошла все национальные сборные от 18 до 22 лет. В главной сборной дебютировала в 2011 году на чемпионате мира. Кумиром считает хоккеистку соотечественницу, четырёхкратную олимпийскую чемпионку — Каролин Уэллетт.